# Alexandre Charles Joseph Aubrée
Pour les articles homonymes, voir Aubrée.
Alexandre Charles Joseph Aubrée, né le 3 novembre 1767 à Rennes, mort le 26 juin 1815 lors de la Bataille du Mont-Saint-Jean, est un militaire français de la Révolution et de l’Empire.

## Biographie
Alexandre Charles Joseph Aubrée entre au service comme sergent-major le 10 septembre 1791 dans le 1er bataillon d'Ille-et-Vilaine, où il devient sous-lieutenant le 26 mars 1792, et est élu capitaine le 13 octobre 1792.
Il fait les campagnes de 1792 et 1793 à l'armée du Nord, et passe le 12 mai 1793 à celle de l'Ouest, où il sert pendant les ans II, III, IV et partie de l'an V.
Successivement incorporé dans le 7e bataillon de la formation d'Orléans, puis dans le 15e de la réunion d'Angers, il entre par amalgame dans la 144e demi-brigade d'infanterie de bataille, devenue 52e de ligne, et passe ensuite comme auxiliaire le 5 germinal an V dans la 42e de même arme, dont son frère aîné René a alors le commandement.
Titulaire dans ce corps le 14 brumaire an VI, il fait avec distinction les campagnes des ans V, VI et VII à l'armée de Batavie, et des ans VIII et IX à celle du Rhin. Dans la nuit du 29 prairial an VIII au 30 prairial an VIII, il se présente volontairement un des premiers pour passer le Danube à la nage, et forcer les ennemis qui occupent une tête de pont sur l'autre rive vis-à-vis de Guntzbourg. Dans cette circonstance, il montre beaucoup de courage et de dévouement.
Chef de bataillon provisoire sur le champ de bataille d'Alkmaar le 24 fructidor an VII, et confirmé dans ce grade le 16 germinal an VIII, il rentre en France après la cessation des hostilités, tient garnison à Landau pendant l'an X, et sert en l'an XI à l'armée d'Helvétie. Passé à l'armée de Naples, il y fait les campagnes de l'an XII à 1806, et obtient la croix de la Légion d'honneur le 25 prairial an XII.
Fait prisonnier par les Anglais à Reggio le 11 juillet 1806, et rendu le 22 août 1806, il est nommé major du 12e régiment de ligne le 12 juillet 1807, passe avec son grade dans le 11e de même arme le 10 novembre 1807, et fait les campagnes de 1807 et 1808 à l'armée d'Italie, et celle de 1809, en Italie et en Allemagne. Sa brillante conduite pendant celte dernière guerre lui vaut le grade de colonel du même régiment le 20 juin 1809, et le titre de baron de l'Empire le 15 août 1809 (lettres patentes du 27 avril 1810).
Employé en 1810 à l'armée d'Illyrie, et en 1811 à celle de Catalogne, il se trouve au blocus de Figuières, et mérite la décoration de chevalier de l'ordre de la Couronne de Fer, que l'Empereur lui décerne le 6 septembre de cette même année. Sa santé ayant nécessité sa rentrée en France, Napoléon lui accorde un congé de convalescence de six mois le 14 décembre suivant; mais il ne peut rejoindre son régiment qu'au mois d'avril 1813.
Il fait encore la campagne de 1814 en France.
Le gouvernement de la Restauration le maintient à la tête du 11e de ligne, et le décore de la croix de Saint-Louis le 8 juillet 1814.
Lorsque l'Empereur revint de l'île d'Elbe, le baron Aubrée, toujours colonel du 11e de ligne, fait partie de la 19e division d'infanterie au 6e corps de l'armée du Nord. Il combat vaillamment à la funeste journée du Mont-Saint-Jean, où il est mortellement blessé, et meurt le 26 juin 1815 par suite de ses blessures.

## Distinctions
- Chevalier de l'ordre royal et militaire de Saint-Louis
- Chevalier de la Légion d'honneur

## Armoiries
| Figure | Blasonnement |
|        | Armes du baron Aubrée et de l'Empire D'argent à un léopard lionné de gueules, armé d'une épée de même et accompagné de trois étoiles aussi de gueules ; à une bordure componée d'or et de sable ; au franc-quartier des barons militaires. |